# 传染性软疣
传染性软疣（molluscum contagiosum，MC）俗称水瘊子，是由传染性软疣病毒（MCV）感染引起的一种传染性皮肤病。皮损表现为特征性为：蜡样光泽的半球状珍珠样丘疹或结节，中央顶端有“脐凹”，且能挤出乳酪状软疣小体（molluscum body）。

## 病因
传染性软疣是由传染性软疣病毒感染引起，传染性软疣病毒属于痘病毒科中的一种DNA病毒，主要通过接触感染：皮肤与皮肤的直接接触（包括性传播）、污染物（衣物）、自身种植，而传播；感染常发生在公共浴室或游泳池中。

## 表现

### 临床表现
多好发于儿童及青年人，潜伏期 14天～6个月。皮损初起为白色、半球形丘疹，逐渐增大至 1～5毫米，后呈皮肤色、灰白色或乳白色，病灶基底部常有红斑或低色素的晕环；一般无痛痒，表面光滑、质地饱满，中央顶端微凹如脐凹（脐窝），有蜡样光泽，挑破顶端后，可挤出白色乳酪样物质，称为软疣小体。皮损数目不定，或散在，或簇集，一般互不融合。可发生于身体任何部位，但最常见于颈部、胸背部躯干、下腹部；性传播引起者，分布于外生殖器部位。多数情况下 6～9个月后皮损可自行消退，一般不留瘢痕。

### 实验室检查
皮损组织病理学检查提示表皮角质形成细胞胞浆内可见特征性的包涵体，即软疣小体。

## 诊断
根据典型的皮损特点（顶端凹陷如脐窝、有蜡样光泽、能挤出乳酪样物质），一般不难诊断，必要时通过皮损组织病理学检查发现特征性软疣小体即可确诊。单发、较大的皮损有时需要与基底细胞上皮瘤、角化棘皮瘤、化脓性肉芽肿等鉴别。

## 治疗
治疗首选刮除，以将皮损中的软疣小体完全挤出为目的，然后涂以2%碘酊，可有效去除皮损。其他如冷冻治疗、外用3%酞丁胺软膏或西多福韦软膏等均有效。

## 预防
避免到公共泳池游泳、使用公共洗浴设施、与他人合用毛巾等，可避免感染。同时尽量避免搔抓，防止自身接种传染。